# Sandrine Revel
Sandrine Revel, née le 3 octobre 1969 à Bordeaux, est une illustratrice et autrice de bande dessinée française.

## Biographie
Originaire de Langon, Sandrine Revel passe trois ans à l'École des beaux-arts de Bordeaux et en sort diplômée. En 1996 paraît son premier album, Jouvence La Bordelaise, sur des textes de Frédéric Bouchet et, en parallèle, elle dessine pour dans la presse pour Sud Ouest Dimanche et Milan Presse. 
À partir de 1999, sur un scénario de Denis-Pierre Filippi, elle dessine la bande dessinée jeunesse Un drôle d'ange gardien. L'album lui vaut le prix jeune espoir à Quai des Bulles en 2000 et, en 2001, le deuxième volume, Un zoo à New York, remporte le Prix Alph-Art jeunesse au Festival international de la bande dessinée d'Angoulême.
L'année suivante, elle publie Le 11e jour, un témoignage des attentats du 11 septembre 2001. Elle s'associe avec Claude Bourgeyx, qui écrit pour elle le scénario de Monsieur Régis, paru en 2009. L'année suivante, elle livre un ouvrage sur la réinsertion professionnelle d’un groupe de femmes ainsi que Sorcellerie & dépendances, un récit parodique. Sur un scénario de Marzena Sowa, elle dessine N’embrassez pas qui vous voulez, paru en 2012, et qui porte sur la Pologne à l'ère de Staline.
S'inspirant du spectacle d'Océanerosemarie, elle signe en 2013 La Lesbienne invisible, sur un scénario de Murielle Magellan. En 2015, elle illustre l'ouvrage jeunesse Le voyage de June écrit par Sophie Kovess-Brun, et édité aux éditions Des ronds dans l'O. Le livre évoque l'homosexualité féminine et l'homoparentalité, par le biais des « deux mamans » de June. La même année paraît une biographie sur Glenn Gould : Glenn Gould, une vie à contretemps, qu'elle a scénarisé et illustré. Cet ouvrage lui vaut en 2016 le Prix Artémisia.
En 2018, elle écrit et dessine Pygmalion. Trois ans plus tard, elle livre une biographie de Tom Thomson : Tom Thomson, esquisses d'un printemps. En 2020, sur un scénario d'Isabelle Bauthian, elle dessine Chroniques de San Francisco.
En 2022, elle obtient avec Théa Rojzman, le prix des lycées au Festival international de la bande dessinée d'Angoulême pour le roman graphique Grand silence, sur le thème des violences sexuelles faites aux enfants.

## Ouvrages

### Albums
- Jouvence La Bordelaise, scénario de Frédéric Bouchet, Atlantic Production, 1996  (ISBN 978-2-9509729-0-3)
- Les folles aventures d'Ulysse et Umour ou Les joies du camping-car, texte de Maïthé Parrot, 1995 (BNF 35787436)
- Bla Bla Bla !, Le Cycliste, 1998  (ISBN 2-912249-43-0)
- Le 11e jour, Delcourt, 2002  (ISBN 2-84055-940-4)
- Intérieur Jazz, Office de tourisme et des congrès, Antibes, 2003  (ISBN 2-9520018-0-4) (BNF 39010625)
- Monsieur Régis, scénario de Claude Bourgeyx, Les Enfants Rouges, 2009  (ISBN 978-2-354-19020-0)
- Résurgences - Femmes en voie de resociabilisation, La Boîte à bulles, 2010  (ISBN 978-2-84953-093-1)
- Sorcellerie et dépendances, Dupuis, 2010  (ISBN 978-2800148014)
- N'embrassez pas qui vous voulez, scénario de Marzena Sowa, Dupuis, 2013  (ISBN 9782800158273)
- La Lesbienne invisible, scénario de Murielle Magellan, d'après le spectacle d'Océanerosemarie, Delcourt, 2013  (ISBN 978-2-7560-4010-3)
- Glenn Gould, une vie à contretemps, Dargaud, 2015  (ISBN 978-2-205-07090-3)
- Pygmalion, librement inspiré de l'œuvre de Jean-Jacques Rousseau), Les Arènes BD en partenariat avec France Musique, 2018  (ISBN 978-2-352-04748-3)
- Tom Thomson, esquisses d'un printemps, Dargaud, 2019  (ISBN 978-2-205-07609-7)
- Chroniques de San Francisco, scénario d'Isabelle Bauthian, Steinkis, 2020  (ISBN 978-2-368-46359-8)
- Grand silence, scénario de Théa Rojzman, Glénat 2021  (ISBN 978-2-344-04105-5)

### Albums jeunesse
- Série Un drôle d'ange gardien, scénario de Denis-Pierre Filippi, Delcourt
  1. Un drôle d'ange gardien, 1998  (ISBN 2-84055-273-6)
  2. Un zoo à New York, 1999
  3. Diablo et Juliette, 2000
  4. Des vacances d'enfer, 2001
  5. Le voleur d'étoiles, 2001
  6. Le démon chinois, 2004
  7. Le Nuage-Danse, 2008
- Le jardin autre monde, scénario de Denis-Pierre Filippi, Delcourt, 2006
- Les Petits chats carrés : Petitchat et la lune, avec Myriam Revel, Carabas jeunesse 2007  (ISBN 9782351002568)
- Un amour de pou, texte de Gudule, Glénat, 2007  (ISBN 9782723457781)
- Le voyage de June, écrit par Sophie Kovess-Brun, Des ronds dans l'O, 2015

## Prix et distinctions
- 2001 : Prix Alph-Art jeunesse au Festival international de la bande dessinée d'Angoulême pour l'album Un drôle d'ange gardien, tome 2 : Un zoo à New York, écrit par Denis-Pierre Filippi, et qu'elle a illustré ;
- 2016 : Prix Artémisia pour Glenn Gould, une vie à contretemps[14].
- 2022 : Prix des lycées au Festival international de la bande dessinée d'Angoulême avec Théa Rojzman (scénario) pour Grand silence[18]
- 2022 : Prix Mention spéciale du Jury œcuménique de la bande dessinée pour Grand Silence[20]
- 2022 : Prix étudiant de la BD politique LCP pour Grand Silence[21].